# Thomas Sargent
Thomas John "Tom" Sargent (n. 19 iulie 1943, Pasadena, California, SUA) este un economist american specializat în macroeconomie și economie monetară. Din anul 2011, el ocupă locul al șaptesprezecelea în topul celor mai citați economiști din lume.
Pe 10 octombrie 2011, Sargent a primit Premiul Nobel pentru Economie, alături de Chris Sims, înregistrat în cercetarea relațiilor dintre măsurile de politică economică și impactul lor asupra economiei reale.